# Ingrid Goes West
Ingrid Goes West (titulada Ingrid cambia de rumbo en Hispanoamérica) es una película estadounidense de comedia y drama de 2017 dirigida por Matt Spicer. Fue protagonizada por Aubrey Plaza, Elizabeth Olsen,O'Shea Jackson Jr., Billy Magnussen y Wyatt Russell.

## Argumento
Ingrid Thorburn es una joven posesiva y obsesionada con las redes sociales cuya única amiga es Charlotte, a quien en realidad no conoce en persona sino que es una persona con la cual ha interactuado ocasionalmente a través de la red social Instagram. Un día Ingrid descubre que Charlotte se está casando y no la ha invitado a su boda, por lo que acude al banquete, le recrimina por no haberla invitado y le rocía con spray pimienta en la cara. Por ese hecho fue internada en un hospital psiquiátrico. Tiempo después es dada de alta, pero al volver a su casa, la cual está vacía desde el fallecimiento de su madre, se vuelve a obsesionar con las redes sociales. Una noche mientras toma un baño y lee una revista descubre un artículo sobre la influencer Taylor Sloane, a la cual busca en Instagram y comienza a seguirla impactada por su perfil. Desde su cuenta de Instagram interactúa mínimamente con Taylor comentando algunas publicaciones. Días después, recibe una llamada del banco donde le informan que su madre dejó un cheque por más de 60000 dólares como herencia, por lo que decide tomar la herencia y mudarse a Los Ángeles con la finalidad de conocer y hacerse amiga de Taylor. 
Una vez en Los Ángeles, elimina su cuenta previa de Instagram (Ingrid.Thorburn) y abre otra (IngridGoesWest) con el fin de empezar desde cero. Allí conoce a Dan Pinto, propietario del apartamento que alquila, y empieza a frecuentar todos los lugares que sabe a través de Instagram que frecuenta Taylor, hasta que finalmente la encuentra en una librería, y tras acercarse a ella de manera extraña abandona la librería. Sin embargo espera a Taylor afuera y la sigue a escondidas hasta su casa. Por la noche cuando Taylor sale de su casa con su esposo Ezra, Ingrid secuestra a Rotko, el perro de Taylor con el objetivo de fingir haberlo encontrado perdido y devolverlo cuando Taylor ponga anuncios pidiendo ayuda para recuperarlo. Al día siguiente Ingrid encuentra un anuncio y llama por teléfono fingiendo haber encontrado accidentalmente a Rotko y pacta entregárselo a Taylor. 
Ingrid acude a casa de Taylor, la cual le ofrece una recompensa por encontrar a Rotko. Ingrid la rechaza, pero a cambio es invitada a cenar. Durante la cena, Taylor manifiesta creer haber visto anteriormente a Ingrid relacionándola con dos posibles personas, pero tras la negativa de Ingrid de ser ninguna de esas personas, Taylor no le toma importancia y se olvida del asunto. Ingrid pide permiso para ir al cuarto de baño, a lo cual también aprovecha para colarse en el dormitorio y tomar fografías de éste, del baño y de las medicinas de Taylor.
Al día siguiente Taylor e Ingrid acuden a la casa de Taylor en Joshua Tree con la camioneta de Dan, a quien Ingrid se la pidió prestada. En el viaje se forja la amistad entre ambas, sin embargo terminan accidentandose y la camioneta queda dañada. Ingrid finge tener una relación sentimental de pocos días con Dan para justificar que le haya prestado la camioneta, hecho que desconcierta a Taylor.
Días después Taylor invita a Ingrid a almorzar a casa nuevamente, donde también se encuentra Nicky, el hermano mayor de Taylor, quien ha llegado a pasar las vacaciones desde París. La relación entre Ingrid y Nicky es mala debido a que Ingrid está celosa de Nicky por robarle el protagonismo con Taylor y Nicky desde el principio desconfía de Ingrid y su supuesta historia. Taylor deja plantada esa noche a Ingrid, ya que iban a acudir a una fiesta de disfraces pero decide quedarse con Nicky. Sin embargo por la noche Ingrid ve en Instagram que Taylor ha acudido a la fiesta con Esta, Nicky y la pareja de Nicky, tras lo cual acude fingiendo tener pase vip. Al no tenerlo es expulsada por el personal de la discoteca y Nicky acusa a Ingrid de que Dan es un "novio imaginario".
Acto seguido, Ingrid invita a salir a Dan y lo utiliza con el fin de que hacerlo pasar como su novio ante Taylor, Ezra y Nicky, para lo cual tiene relaciones sexuales con él. 
Días después Ingrid acude con Dan a una barbacoa con Taylor y los demás y lo presenta como su novio. Por la noche en un momento que Ingrid utiliza su teléfono, Nicky se percata que Ingrid ha puesto la fecha de nacimiento de su hermana como contraseña del mismo, y posteriormente aprovecha un descuido de ella para llevárselo y revisar el contenido. Nicky descubre la obsesión de Ingrid con Taylor a través de sus fotografías, publicaciones y anotaciones que demuestran que  Ingrid en realidad seguía a Taylor antes de lo sucedido supuestamente con Rotko, y chantajea a Ingrid con contarle la verdad a Taylor si no le paga una gran suma de dinero. 
Ingrid y Nicky acuerdan quedar al día siguiente por la noche para el intercambio de dinero, pero Ingrid le acusa con Dan de haberla agredido y ambos lo secuestran, para intimidarlo. Nicky, quien averigua que Ingrid está detrás de todo, logra zafarse y pelea con Dan, quien está encapuchado,  momento en el que Ingrid le golpea en la cabeza y queda inconsciente. Ingrid lleva a Dan herido al hospital y abandonan a Nicky inconsciente en el desierto. Más tarde Taylor llama preocupada por teléfono a Ingrid porque no sabe dónde se encuentra Nicky, sin embargo Ingrid miente a Taylor diciendo que no lo sabe y que posiblemente se haya ido a París. Sin embargo Nicky consigue volver a casa y contarle a Taylor todo lo ocurrido. 
Al día siguiente Taylor coloca una foto trampa para Ingrid fingiendo estar en su casa de Joshua Tree, tras lo cual Ingrid acude "de casualidad", sin embargo no hay nadie en la casa. Posteriormente Taylor coloca una segunda foto trampa fingiendo estar "en alguna parte" con una copa en la mano, siendo una foto del lugar al que acudió días antes con Ingrid. Ingrid acude al lugar pero tampoco encuentra a Taylor. Al atardecer, Ingrid llama por teléfono a Taylor fingiendo casualmente encontrarse en un retiro de yoga en Joshua Tree y ofrecerle quedar juntas, sin embargo es Ezra quien coge el teléfono y le responde que en realidad no se encuentran en ese lugar sino cenando en su casa habitual de Los Ángeles, que Nicky les ha contado todo lo sucedido con el teléfono y el secuestro y que Taylor no quiere volver a hablar con ella. Ingrid insiste en seguir llamando e intentando hablar con Taylor mientras ella no responde sus llamadas, hasta que finalmente de madrugada responde nuevamente Ezra avisándole que como siga acosándoles la denunciará a la policía. 
La noche de Halloween Ingrid aparece sin avisar en casa de Taylor disfrazada de fantasma y convence a Taylor para conversar con ella. Taylor le dice de manera directa y algo cruel que en realidad nunca fueron verdaderas amigas ya que toda la personalidad de Ingrid es falsa y únicamente es una acosadora que la encontró por Instagram, además de que necesita ayuda profesional, Ingrid furiosa acepta que eso es cierto pero le reclama diciéndole a Taylor que la vida de ella también es una mentira y le hecha en cara todas sus verdades: Que su hermano es un drogadicto, su esposo es un alcohólico que  la desprecia y que ella finge ser la chica popular cuando no es más una narcisista hipócrita que miente en las redes sociales para ignorar cuan horrible es su vida en verdad, diciéndole a Taylor que es tan falsa como ella ; Taylor furiosa la echa a patadas de su fiesta llamándola loca.
Finalmente Ingrid vuelve a su casa y realiza un videostreaming en directo donde se intenta suicidar explicando que sabe qué hay algo mal en ella y que no sabe cómo lidiar con ello y no sabe cómo cambiar, también dice que ella estaba muy cansada: Cansada de fingir ser alguien que no es, de tratar de gustarle a los demás, de estar sola, que deseaba tener amigos o alguien con quien hablar y que estaba cansada de ser ella, terminando diciendo que cual era el punto de vivir si no tienes a alguien con quien compartir y que hace esto para que puedan ver quien es ella realmente, luego de despedirse de sus seguidores consume unas pastillas, escribe su último mensaje #YoSoyIngrid y se recuesta para morir. Antes de morir es rescatada por Dan quien la lleva al hospital para que se recupere y le muestra los mensajes de apoyo enviados a Ingrid por las redes sociales con su mensaje #YoSoyIngrid haciendo a Ingrid muy feliz.

## Reparto
- Aubrey Plaza como Ingrid Thorburn.
- Elizabeth Olsen como Taylor Sloane.
- O'Shea Jackson Jr. como Dan Pinto.
- Billy Magnussen como Nicky Sloane.
- Wyatt Russell como Ezra.

## Recepción
La película obtuvo una respuesta positiva por parte de la crítica cinematográfica, recibiendo un 86% de comentarios favorables en Rotten Tomatoes, basado en un total de 192 reseñas, y una puntuación de 71/100 en Metacritic.